# Metro w Lagos
Metro w Lagos – budowany system metra w nigeryjskim mieście Lagos. Obecnie w trakcie budowy są dwie linie – niebieska, długości 27 km i licząca 13 stacji, oraz czerwona, mająca 37 km i 11 stacji. Budowa linii niebieskiej rozpoczęła się w 2010 roku, początkowo planowano ukończenie odcinka od stacji Marina do Mile 2 pod koniec 2016 roku, lecz obecnie gotowe jest zaledwie 78 procent trasy. Budowa czerwonej linii rozpoczęła się 15 kwietnia 2021 roku, a planowany termin zakończenia inwestycji to koniec 2022 roku. Planowane jest użycie rozstawu szyn 1435 mm, zaś tabor ma stanowić 255 pociągów odkupionych z metra w Toronto.